# 블라디미르 부릴
블라디미르 부릴(슬로바키아어: Vladimír Búřil, 1969년 5월 17일 ~ )은 슬로바키아의 아이스하키 선수이다. 선수 시절 포지션은 수비수이며, 슬로바키아 엑스트라리가의 HC 슬로반 브라티슬라바에서 뛰었으며, 이후 프랑스, 독일, 헝가리, 폴란드 리그에서 활약하였다. 체코슬로바키아 주니어 국가대표와 슬로바키아 국가대표를 지냈으며, 슬로카비아 국가대표로서 1994년 동계 올림픽에 참가했다.

## 클럽 경력
브라티슬라바 출신으로 어머니는 체코슬로바키아 국가대표 피겨 스케이팅 선수인 아그네사 블라호우스카이다. 1988년에 당시 체코슬로바키아 리그의 프로 아이스하키팀인 HC 슬로반 브라티슬라바에 입단하여 활약했으며, 슬로바키아의 독립 이후에는 소속팀인 슬로반 브라티슬라바가 슬로바키아 엑스트라리가에 편입되었다. 부릴은 11번의 시즌을 브라티슬라바에서 보냈다. 
이후 1994년에 프랑스의 2부 리그의 프로 아이스하키팀인 보르도 GHC로 이적하여 첫 해외 진출을 이뤘다. 보르도 GHC에서 부주장을 역임하며 2시즌을 뛰고난 후에 다시 브라티슬라바로 돌아와 4년 간 활약하다가 다시 독일 2부 리그의 프로 아이스하키팀인 EC 빌헬름샤벤으로 이적하였다. 이후 같은 독일 2부 리그의 팀인 하일브로너 팔켄으로 이적하여 3년 간 뛰었고, 2004년에 슬로바키아로 귀국하여 슬로바키아 엑스트라리가의 MsHK 질리나에 입단하였으며, 2005-2006 시즌에 헝가리 1부 프로 리그인 머저르 예그코론그버이녹샤그의 팀인 얼버 볼란 세케슈페헤르바르에 임대되었다. 
이후 2006년에 질리나의 재정 문제로 인해 폴란드의 클럽인 포트할레 노비 타르크로 이적했으며, 한 시즌 만에 방출되어 같은 폴란드의 TKH 토룬으로 이적했다. 2008년 1월 22일에 KS 츠라초비아로 임대되어 츠라초비아의 리그 우승에 기여했다. 이후 다시 토룬으로 돌아와 뛰다가 2010년에 은퇴했다.

## 국가대표팀 경력
1988년에 체코슬로바키아 주니어 국가대표로 발탁되어 미국에서 열린 1989년 세계 주니어 선수권대회에 참가하였으나 경기에는 출장하지 않았다. 
이후 1993년 텔레코하키컵에 참가하여 슬로바키아 국가대표팀에 발탁되었다. 1994년에 슬로바키아 올림픽 국가대표로 발탁되어 노르웨이의 릴레함메르에서 열린 1994년 동계 올림픽에 참가하여 4경기에 출전했다.
부릴은 슬로바키아 국가대표팀에서 1999년까지 활동했고, 총 27경기에 출전하여 1골을 넣었다.